# Wright Aeronautical Corporation
Wright Aeronautical fu una azienda aeronautica con sede nel New Jersey. Fu la società derivata dalla Wright-Martin. Fu un costruttore di velivoli e fornitore di motori aeronautici ad altri costruttori. Nel 1929 si fuse con la Curtiss Aeroplane and Motor Company per formare la Curtiss-Wright.

## Storia

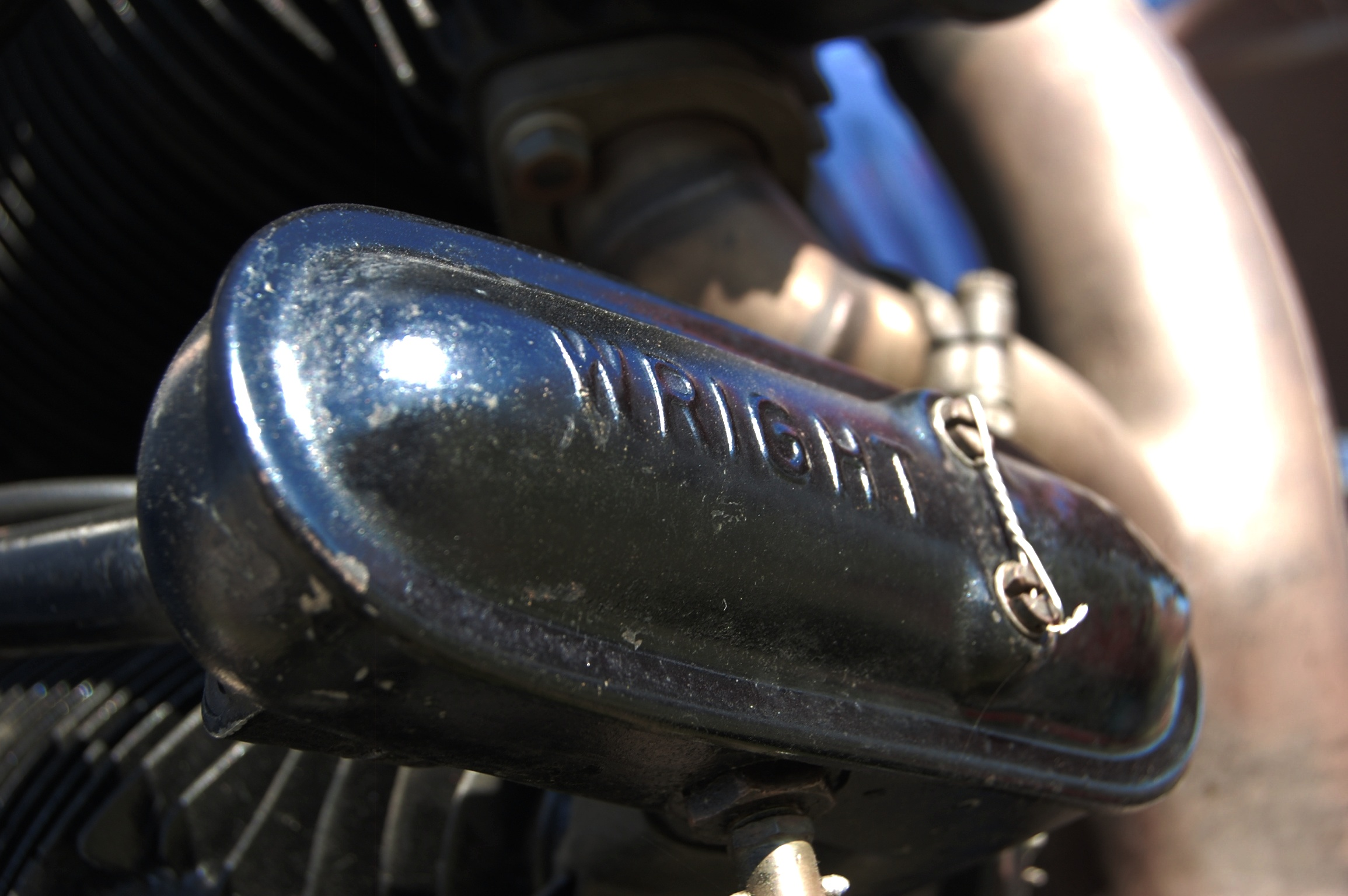
Il nome Wright sul coperchio di un motore radiale

L'azienda dei fratelli Wright, inizialmente chiamata Wright Company e specializzata nella produzione di motori aeronautici, si rese presto conto di non riuscire a mantenere lo stesso livello tecnico con la concorrenza per cui, nel 1916, si fuse con la Glenn L. Martin Company di Glenn L. Martin trasformandosi in Wright-Martin Aircraft Corporation. Nel settembre 1917, il nuovo socio Glenn L. Martin decise di dimettersi e fondare la Glenn L. Martin Company in Ohio (poi Maryland), di conseguenza la dirigenza decise di rinominare nuovamente l'azienda che nel 1919 assunse la nuova ragione sociale Wright Aeronautical.
Nel maggio 1923, Wright Aeronautical comprò la Lawrance Aero Engine Company, fornitrice United States Navy e non in grado di sostenere le forniture richieste. Charles Lawrance si ritirò come vice presidente.
Nel 1925, il presidente della Wright, Frederick B. Rentschler, lasciò la società e fondò la Pratt & Whitney Aircraft Company, Lawrance lo sostituì come presidente. Rentschler prese dalla Wright diversi collaboratori nella nuova società.
Il 5 luglio 1929 la Wright Aeronautical perde la sua identità aziendale fondendosi con la concorrente Curtiss Aeroplane and Motor Company, con la quale andrà a formare la Curtiss-Wright Corporation.

## Prodotti

### Velivoli
- Wright FW
- Wright F2W
- Wright XF3W
- Navy-Wright NW-1
- Navy-Wright NW-2
- Wright-Bellanca WB-1
- Wright-Bellanca WB-2 Columbia

### Altri tipi di velivoli
- Bellanca 77-140
- Dornier Do H

### Motori aeronautici
- Wright-Hispano E
- Wright Gypsy
- Wright T-2
- Wright T-3 Tornado (V-1950)
- Wright V-720
- Wright IV-1460
- Wright IV-1560
- Wright Whirlwind series
  - Wright J-4 Whirlwind
  - Wright R-790 J-5 Whirlwind
  - Wright R-540 J-6 Whirlwind 5
  - Wright R-760 J-6 Whirlwind 7
  - Wright R-975 J-6 Whirlwind 9
  - Wright R-1510 Whirlwind 14
  - Wright R-1670 Whirlwind 14
- Wright Cyclone series
  - Wright R-1300 Cyclone 7
  - Wright R-1820 Cyclone 9
  - Wright R-2600 Cyclone 14 (Twin Cyclone)
  - Wright R-3350 Cyclone 18 (Duplex Cyclone)
  - Wright R-4090 Cyclone 22
- Wright R-1200 Simoon
- Wright R-2160 Tornado
- J59
- J61
- Wright J65
- Wright J67
- Wright TJ37